# ダーリントンホール
ダーリントンホール（欧字名:Darlington Hall、2017年3月14日 - 2024年2月）は、イギリス生産、日本調教の競走馬。2020年の共同通信杯の勝ち馬である。
馬名の意味は、カズオ・イシグロの小説『日の名残り』に登場する場所の名。母名より連想。

## 経歴

### 2歳（2019年）
7月21日函館の新馬戦に1番人気で出走。道中4番手追走から直線で鋭く抜け出しデビュー戦を飾る。2戦目の札幌2歳ステークスでは出遅れたものの道中徐々にポジションを上げたが、4コーナーで進路を塞がれる不利が響いて3着に敗れる。11月30日中山の葉牡丹賞では中団追走も直線伸びあぐねて3着に終わり、この年を終える。

### 3歳（2020年）
2月16日の共同通信杯で始動。好位の3・4番手追走から直線で馬場のインを突き抜けると最後は逃げ粘るビターエンダーとの叩き合いをハナ差制して重賞初制覇を飾った。次走、クラシック一冠目の皐月賞は後方から追い込んだが6着、初めて掲示板を外した。次走、東京優駿は後方から全く伸びず13着と惨敗に終わる。その後は休養に入った。

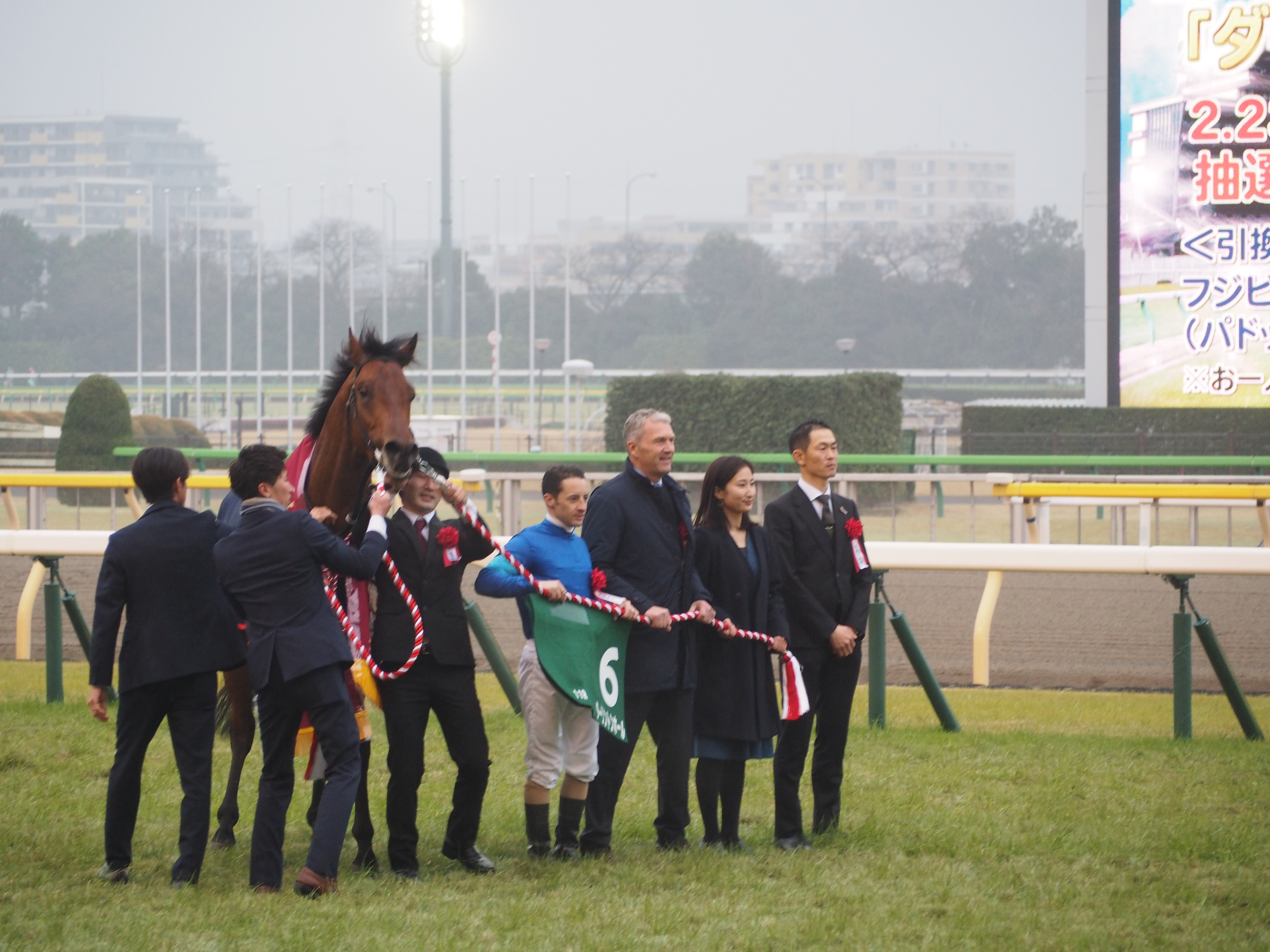
2020年の共同通信杯口取り式

### 4歳（2021年）
時間をかけて立て直したため、復帰は年明け、中山金杯となる。6か月ぶりのレースは勝ち馬から2.7秒差離された最下位の17着と大敗した。その後喉の手術のため、放牧に入る。7月29日付で木村の調教停止処分に伴い、岩戸孝樹厩舎に転厩した。10か月の休養明けとなった富士ステークスは後方3番手から展開の助けはあったが5着と好走する。11月1日付で木村の調教停止処分終了に伴い、木村哲也厩舎に再転厩した。続くマイルチャンピオンシップは中団からの競馬となり7着に敗れた。

### 5歳（2022年）
5歳初戦として2月12日に行われたリステッド競走の洛陽ステークスに出走。4番人気に推され、2着に入った。
続いて、4月2日に行われたGIIIダービー卿チャレンジトロフィーに出走。1番人気で迎えたレースでは、中団馬群で脚をため直線で脚を伸ばすも、外からきた上位2頭の勢いがまさり、アタマ＋3/4馬身差の3着に敗れた。
6月12日に行われたGIIIエプソムカップに出走。条件戦を連勝してオープン入りを果たしたジャスティンカフェに次ぐ2番人気に推された。レースでは、先行集団を前に見る絶好位でレースを進め直線へ。ジリジリと脚を伸ばしたが、勝ち馬ノースブリッジから半馬身差の3着に敗れた。以降、京成杯オータムハンデキャップとキャピタルステークスに出走したが、いずれも2桁着順の惨敗となった。

### 6歳以降（2023年～）
1年の休養をはさみ、2023年11月のキャピタルステークスで復帰。中団からチャンスを伺うも、ドーブネの6着に敗れる。年が明け、2024年2月の洛陽ステークスに出走したが、見せ場なく13着敗退となった。
同月26日、「斃死」を理由としてJRAの競走馬登録を抹消された。7歳没。

## 競走成績
以下の内容はnetkeiba.comの情報に基づく。
| 競走日     | 競馬場 | 競走名       | 格   | 距離（馬場）  | 頭 数 | 枠 番 | 馬 番 | オッズ （人気） | 着順 | タイム （上がり3F） | 着差 | 騎手          | 斤量 [kg] | 1着馬（2着馬）         | 馬体重 [kg] |
| ---------- | ------ | ------------ | ---- | ------------- | ----- | ----- | ----- | --------------- | ---- | ------------------- | ---- | ------------- | --------- | ---------------------- | ----------- |
| 2019.07.21 | 函館   | 2歳新馬      |      | 芝1800m（良） | 8     | 2     | 2     | 002.00（1人）   | 01着 | R1:49.8（35.4）     | -0.2 | 0池添謙一     | 54        | （コスミックエナジー） | 516         |
| 0000.08.31 | 札幌   | 札幌2歳S     | GIII | 芝1800m（稍） | 12    | 1     | 1     | 002.80（2人）   | 03着 | R1:50.9（37.5）     | -0.5 | 0池添謙一     | 54        | ブラックホール         | 512         |
| 0000.11.30 | 中山   | 葉牡丹賞     | 1勝  | 芝2000m（良） | 12    | 5     | 6     | 002.40（1人）   | 03着 | R1:59.1（35.8）     | -0.2 | 0W.ビュイック | 55        | グランデマーレ         | 524         |
| 2020.02.16 | 東京   | 共同通信杯   | GIII | 芝1800m（稍） | 9     | 6     | 6     | 006.00（3人）   | 01着 | R1:49.6（34.1）     | -0.0 | 0C.ルメール   | 56        | （ビターエンダー）     | 526         |
| 0000.04.19 | 中山   | 皐月賞       | GI   | 芝2000m（稍） | 18    | 7     | 13    | 018.50（6人）   | 06着 | R2:01.8（35.9）     | -1.1 | 0M.デムーロ   | 57        | コントレイル           | 516         |
| 0000.05.31 | 東京   | 東京優駿     | GI   | 芝2400m（良） | 18    | 5     | 9     | 030.30（5人）   | 13着 | R2:25.5（34.7）     | -1.4 | 0M.デムーロ   | 57        | コントレイル           | 520         |
| 2021.01.05 | 中山   | 中山金杯     | GIII | 芝2000m（良） | 17    | 8     | 15    | 021.10（5人）   | 17着 | R2:03.6（37.0）     | -2.7 | 0M.デムーロ   | 55        | ヒシイグアス           | 536         |
| 0000.10.23 | 東京   | 富士S        | GII  | 芝1600m（良） | 17    | 5     | 9     | 048.4（11人）   | 05着 | R1:33.7（34.0）     | -0.5 | 0横山武史     | 56        | ソングライン           | 538         |
| 0000.11.21 | 阪神   | マイルCS     | GI   | 芝1600m（良） | 16    | 4     | 8     | 057.7（10人）   | 07着 | R1:33.2（33.4）     | -0.6 | 0和田竜二     | 57        | グランアレグリア       | 538         |
| 2022.02.12 | 阪神   | 洛陽S        | L    | 芝1600m（良） | 17    | 1     | 2     | 005.50（4人）   | 02着 | R1:31.9（33.8）     | -0.0 | 0北村宏司     | 56        | エアファンディタ       | 538         |
| 0000.04.02 | 中山   | ダービー卿CT | GIII | 芝1600m（良） | 16    | 5     | 10    | 004.30（1人）   | 03着 | R1:32.5（34.6）     | -0.2 | 0横山武史     | 56        | タイムトゥヘヴン       | 544         |
| 0000.06.12 | 東京   | エプソムC    | GIII | 芝1800m（重） | 12    | 5     | 5     | 003.70（2人）   | 03着 | R1:46.8（34.4）     | -0.1 | 0C.ルメール   | 56        | ノースブリッジ         | 536         |
| 0000.09.11 | 中山   | 京成杯AH     | GIII | 芝1600m（良） | 13    | 5     | 8     | 004.90（2人）   | 12着 | 01:34.2（34.4）     | -0.6 | 0横山武史     | 56.5      | ファルコニア           | 538         |
| 0000.11.26 | 東京   | キャピタルS  | L    | 芝1600m（良） | 18    | 8     | 16    | 005.40（3人）   | 14着 | R1:33.3（34.0）     | -0.8 | 0D.レーン     | 56        | ララクリスティーヌ     | 536         |
| 2023.11.25 | 東京   | キャピタルS  | L    | 芝1600m（良） | 10    | 6     | 6     | 059.90（8人）   | 06着 | R1:34.0（33.3）     | -0.7 | 0北村宏司     | 57        | ドーブネ               | 538         |
| 2024.02.10 | 京都   | 洛陽S        | L    | 芝1600m（良） | 18    | 1     | 2     | 036.4（11人）   | 13着 | R1:33.7（35.2）     | -1.1 | 0坂井瑠星     | 57        | ドゥアイズ             | 544         |

- 競走成績は2024年2月10日現在

## 血統表
| ダーリントンホールの血統  | ダーリントンホールの血統                     | ダーリントンホールの血統                     | （血統表の出典）                             | （血統表の出典） |
| 父系                      | サドラーズウェルズ系                         | サドラーズウェルズ系                         | サドラーズウェルズ系                         | [ § 2 ]          |
| 父 New Approach 2005 栗毛 | 父の父Galileo 1998 鹿毛                      | Sadler's Wells                               | Northern Dancer                              | Northern Dancer  |
| 父 New Approach 2005 栗毛 | 父の父Galileo 1998 鹿毛                      | Sadler's Wells                               | Fairy Bridge                                 |                  |
| 父 New Approach 2005 栗毛 | 父の父Galileo 1998 鹿毛                      | Urban Sea                                    | Miswaki                                      | Miswaki          |
| 父 New Approach 2005 栗毛 | 父の父Galileo 1998 鹿毛                      | Urban Sea                                    | Allegretta                                   |                  |
| 父 New Approach 2005 栗毛 | 父の母Park Express 1983 黒鹿毛               | Ahonoora                                     | Lorenzaccio                                  | Lorenzaccio      |
| 父 New Approach 2005 栗毛 | 父の母Park Express 1983 黒鹿毛               | Ahonoora                                     | Helen Nichols                                |                  |
| 父 New Approach 2005 栗毛 | 父の母Park Express 1983 黒鹿毛               | Matcher                                      | Match                                        | Match            |
| 父 New Approach 2005 栗毛 | 父の母Park Express 1983 黒鹿毛               | Matcher                                      | Lachine                                      |                  |
| 母 Miss Kenton 2011 芦毛  | 母の父Pivotal 1993 栗毛                      | Polar Falcon                                 | Nureyev                                      | Nureyev          |
| 母 Miss Kenton 2011 芦毛  | 母の父Pivotal 1993 栗毛                      | Polar Falcon                                 | Marie d'Argonne                              |                  |
| 母 Miss Kenton 2011 芦毛  | 母の父Pivotal 1993 栗毛                      | Fearless Revival                             | Cozzene                                      | Cozzene          |
| 母 Miss Kenton 2011 芦毛  | 母の父Pivotal 1993 栗毛                      | Fearless Revival                             | Stufida                                      |                  |
| 母 Miss Kenton 2011 芦毛  | 母の母Do the Honours 1998 芦毛               | Highest Honor                                | Kenmare                                      | Kenmare          |
| 母 Miss Kenton 2011 芦毛  | 母の母Do the Honours 1998 芦毛               | Highest Honor                                | High River                                   |                  |
| 母 Miss Kenton 2011 芦毛  | 母の母Do the Honours 1998 芦毛               | Persian Secret                               | Persian Heights                              | Persian Heights  |
| 母 Miss Kenton 2011 芦毛  | 母の母Do the Honours 1998 芦毛               | Persian Secret                               | Rahaam                                       |                  |
| 母系(F-No.)               | (FN:3-d)                                     | (FN:3-d)                                     | (FN:3-d)                                     | [ § 3 ]          |
| 5代内の近親交配           | Northern Dancer 4×5=9.38%、Special 5×5=6.25% | Northern Dancer 4×5=9.38%、Special 5×5=6.25% | Northern Dancer 4×5=9.38%、Special 5×5=6.25% | [ § 4 ]          |
| 出典                      | 1. 2. 3. 4.                                  | 1. 2. 3. 4.                                  | 1. 2. 3. 4.                                  | 1. 2. 3. 4.      |

- 母の半姉の仔に本馬と同じくゴドルフィンの所属だったメルボルンカップ優勝馬Cross Counter[13][14]。
- 3代母の半妹の仔に愛1000ギニーなどG1競走3勝のHalfway to Heaven、同馬の仔に欧州G1競走3勝のロードデンドロン・同4勝を挙げたMagicalの姉妹がいる。
- 4代母の半妹の孫にオークス馬ヌーヴォレコルト。そのほかの近親はネイティヴストリート#ファーガーズグローリー系を参照。